# Дворец примаса (Братислава)
Дворец примаса в Братиславе (словац. Primaciálny palác) — дворец в Старом городе столицы Словакии, бывшая резиденция архиепископа Эстергомского. Он был построен в 1778—1781 годах для архиепископа Йожефа Баттьяни по проекту архитектора Мельхиора Хефеле. В 1805 году в Зеркальном зале дворца был подписан четвертый Пресбургский мир, положивший конец войне Третьей коалиции. Сегодня является резиденцией мэра Братиславы.
Дворец был построен на одной из самых оживлённых исторических площадей Братиславы, застройка которой началась в эпоху Римской империи. Впервые в качестве резиденции местного епископа здание на месте нынешнего дворца упоминается в документах XIV века. В начале XVI века, после поражения от турецкой армии, в город перебрался венгерский королевский двор и архиепископ Эстергомский. Во время управления архиепископа Павла Вардая (1526—1549) на месте прежнего дома епископа была построена первая резиденция архиепископа. Все последующие архиепископы занимались улучшением своей резиденции, последняя кардинальная перестройка произошла в период правления Имриха Эстерхази (1725—1745), известного мецената и знатока искусств. Нынешнее здание было выстроено по приказу архиепископа Йожефа Баттьяни по проекту венского придворного архитектора Мельхиора Хефеле, ученика Иоганна Бальтазара Ноймана. К 1778 году архиепископ Баттьяни получил высокое звание кардинала и строительство новой резиденции должно было отразить этот высокий в римско-католической церкви статус. Проект нового дворца был утверждён в 1778 году. Все прежние строения были снесены, строительство нового дворца было завершено в 1781 году. В скульптурном и живописном оформлении новой резиденции, помимо городского скульптора Иоганна Мессершмидта, создавшего декоративные элементы фасада дворца, участвовали несколько приглашённых венских художников — живописец Франц Антон Маульберч выполнил роспись заполнения центрального фронтона, скульпторы Маттеус Кёглер и Филипп Якоб Прокопп — аллегорические скульптуры на крыше здания.
Резиденцией архиепископа новому зданию выпало прослужить лишь менее полувека, после возвращения архиепископов в Эстергом здание долгое время оставалось заброшенным и постепенно ветшало и разрушалось. К концу XIX века его арендовали последовательно женский педагогический институт, военное учебное заведение, затем промышленное училище. Судьба дворца кардинально изменилась, когда городской муниципалитет Прешбурга решил переехать из соседнего здания Старой Ратуши. К 1903 году были завершены переговоры с канцелярией архиепископа и Дворец примаса стал коммунальной собственностью города.